# Ajkaceratops kozmai
Ajkaceratops kozmai ("cara con cuerno de Ajka de Károly Kozma") es la única especie conocida del género extinto Ajkaceratops, un dinosaurio ornitisquio que vivió a finales del período Cretácico, hace aproximadamente 84 millones de años, en el Santoniense, en lo que es hoy Europa.

## Descripción

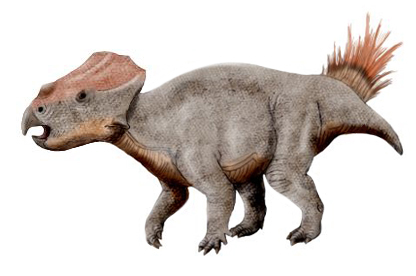
Reconstrucción basada en su identificación inicial como un ceratopsio

El holotipo, catalogado como MTM V2009.192.1, consiste solo en un pocos fragmentos del cráneo, incluidos los huesos rostral, premaxilares fusionados, y fragmentos del maxilar superior (el pico y fragmentos de mandíbula). Estos fósiles se conservan en el Museo de Historia Natural de Hungría, en Budapest. Aunque los fósiles son fragmentarios, el artículo que describe Ajkaceratops estima una longitud del cuerpo de un metro. Otro material incluye cuatro huesos predentarios, catalogados como MTM V2009.193.1, V2009.194.1, V2009.195.1 y v2009. 196,1 que se cree que también pertenecieron a Ajkaceratops, a pesar de que son proporcionalmente más pequeños, y probablemente pertenezcan otros individuos del género.

## Descubrimiento e investigación

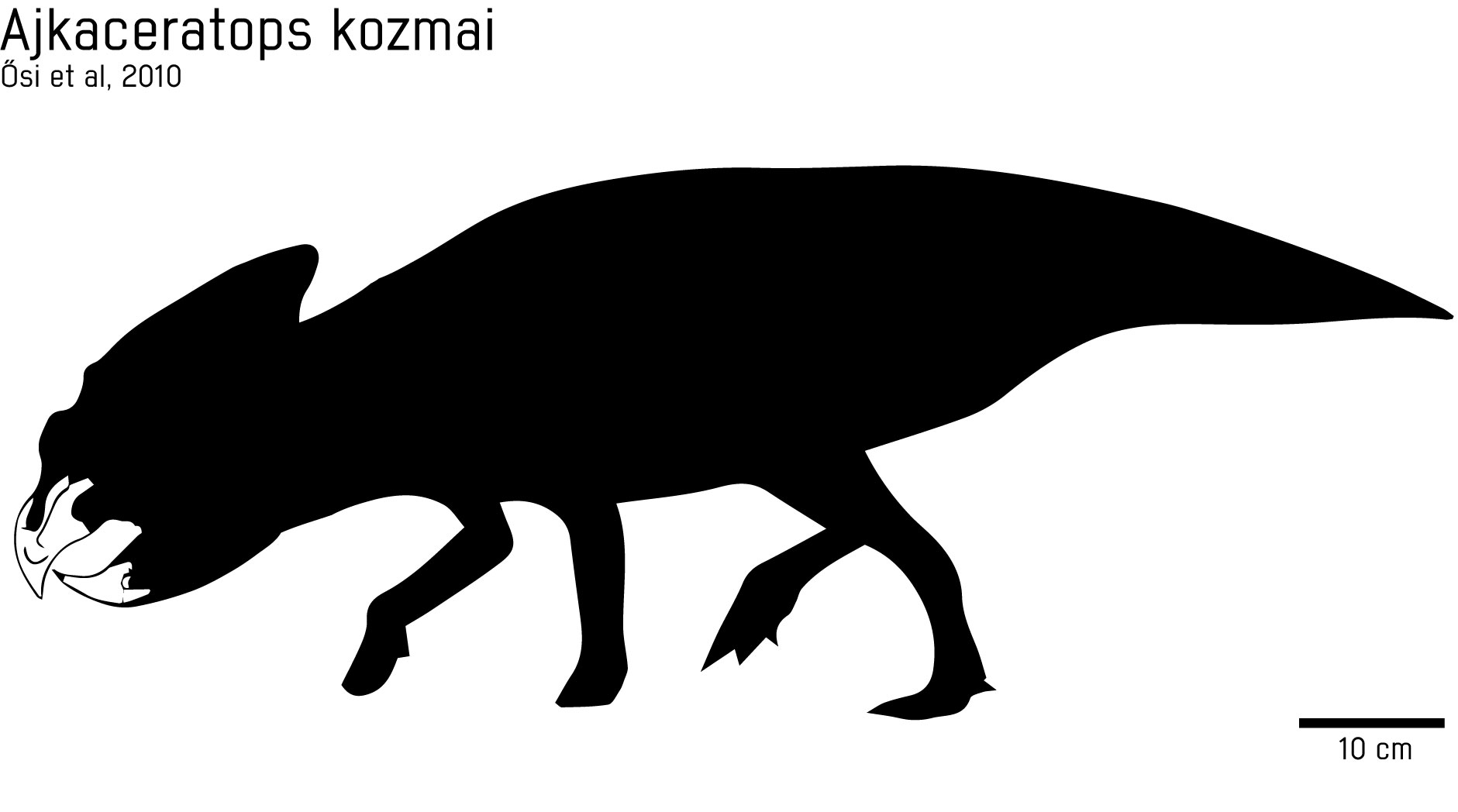
Interpretación de los fósiles conocidos, con base en la identidad como ceratopsio. La barra de escala equivale a 10 cm

Sus restos fueron encontrados en lo que ahora es Hungría, que durante el Cretácico Superior formaba parte del archipiélago de Tetis. Ésta sería la primera vez que se encontraron fósiles de este grupo en Europa. El nombre del género, Ajkaceratops, hace referencia a Ajka, un pueblo en Hungría, cerca de Iharkút, donde fueron hallados los fósiles, junto con el término griego ceratops, que significa "cara con cuernos". El nombre de la especie, kozmai, es en honor a Károly Kozma.

## Clasificación
Cuando fue descrito por primera vez, se consideró que Ajkaceratops era muy similar a los Bagaceratopsidae como Bagaceratops y Magnirostris, ceratopsios fósiles de Asia pertenecientes al grupo Coronosauria, pero siendo a la vez más primitivo que Zuniceratops y la familia Ceratopsidae, por lo que se cree que sus ancestros habían migrado a través de las islas desde ese continente.
Sin embargo, investigaciones posteriores han cuestionado esta asignación. El supuesto hueso rostral de Ajkaceratops también tiene diferencias marcadas con la morfología del rostro de otros ceratopsios, al tener una sección transversal casi circular, una textura llena de agujeros en lugar de surcos, y la carencia de bordes cortantes laterales. Aún más, el supuesto hueso rostral parece haberse fusionado completamente con el premaxilar, una característica que solo se ha visto en los individuos ontogenéticamente más viejos de los ceratópsidos derivados. Esto ha planteado la duda de si Ajkaceratops posee un hueso rostral en primer lugar, el cual es un rasgo que identifica al grupo de los ceratopsios, y en cambio el pico en forma de gancho podría ser en realidad un premaxilar hipertrofiado muy derivado. Aunque aún sigue existiendo la posibilidad de que Ajkaceratops sea un ceratopsio bastante peculiar, también puede tratarse de un ornitisquio enigmático de afinidades inciertas.
En una redescripción de la anatomía craneana del neornitisquio Jeholosaurus del Cretácico Inferior, Bertozzo et al. pusieron a prueba la posición filogenética de Ajkaceratops con base en la interpretación del premaxilar y encontraron que era el taxón hermano de Changmiania, implicando que era en realidad un ornitópodo basal.

## Paleobiología
Los fósiles de Ajkaceratops fueron descubiertos en la Formación Csehbánya, que se interpreta como "una llanura inundable con depósitos fluviales formada por arcillas abigarradas, limo gris con intercalaciones de arena parda, y camas de piedra arenisca". Estos estratos ha sido datados como pertenecientes al Santoniense, hace alrededor de 86 a 84 millones de años. Ajkaceratops compartió su entorno con otros dinosaurios como Rhabdodon, nodosáuridos, terópodos no aviares, y aves enatiornites así como cocodrilos eusuquianos, pterosaurios azdárquidos, tortugas de la familia Bothremydidae, y lagartos teíidos.